# Padang Unoi
Padang Unoi is een bestuurslaag in het regentschap Simeulue van de provincie Atjeh, Indonesië. Padang Unoi telt 667 inwoners (volkstelling 2010).